# 基俊介
基 俊介（もとい しゅんすけ、1996年〈平成8年〉10月17日 - ）は、日本の歌手、俳優、タレントであり、男性アイドルグループ・IMP.のメンバーである。
埼玉県出身。TOBE所属。

## 来歴
小学5年生の時、母と観劇した『滝沢演舞城』に感動し、自らジャニーズ事務所に履歴書を送る。
2012年6月3日、ジャニーズ事務所へ入所。2020年10月に結成されたジャニーズJr.内ユニット・IMPACTorsのメンバーとして活動する。
2023年5月25日をもって、ジャニーズ事務所を退所する。7月14日、旧IMPACTorsのメンバー全員でTOBEに合流し、グループ名をIMP.と改めて再始動することを発表した。

## 人物
- 名前は「“介”は誰にでも優しくて人の力になれるように」という願いを込めてつけられた[8]。
- 特技は幼稚園から高校を卒業するまで習っていた水泳[9][10]、ボイスパーカッション[11]。TBS系バラエティ番組『炎の体育会TV』で上田竜也がプロデュースする「上田ジャニーズ水泳部」のメンバーである[12]。また、同番組では「上田ジャニーズ陸上部」の2期生メンバーにも選ばれている[13]。
- グループではMC担当[14][6]。
- 尊敬する先輩は岩本照・京本大我・深澤辰哉[6]。

## 出演
個人での出演のみ記載。グループとしての出演はジャニーズJr.解散グループ (2000年以降)#IMPACTors、IMP.#出演を参照。

### テレビドラマ
- ぴーすおぶけーき（2022年10月26日 - 12月14日、日本テレビ） - 主演・下田公太 役[15]
- 最初はパー（2022年10月28日 - 12月16日、テレビ朝日） - 小塚尊 役[16]

### テレビ番組
- あらあらかしこ（2021年6月12日 - 2023年4月8日、仙台放送） - 「みやぎインパクト」コーナー[17][注 1]
- タダイマ!（2024年10月10日 - 、RKB毎日放送）[18]  - 「バリBuzz〜バズーさんとIMP.基くん〜」コーナー[19]

### ラジオドラマ
- 安部礼司Z（2024年11月3日 - 配信、Spotify他）[20]

### 映画
- 滝沢歌舞伎 ZERO 2020 The Movie（2020年12月4日公開、松竹）[21]
- 愛されなくても別に（2025年7月4日公開、カルチュア・パブリッシャーズ） - 堀口順平 役[22]

### 舞台
- 滝沢歌舞伎 2016（2016年4月10日 - 5月15日、新橋演舞場）[23]
- 東SixTONES×西関西ジャニーズJr.SHOW合戦（2017年2月18日 - 26日、新橋演舞場）[24]
- 滝沢歌舞伎 2017（2017年 4月6日 - 5月14日、新橋演舞場）
- 滝沢歌舞伎 2018（2018年4月5日 - 5月13日、新橋演舞場）[25]
- 滝沢歌舞伎ZERO（2019年2月3日 - 25日、南座 / 4月10日 - 5月19日、新橋演舞場）[26][27]
- ABC座 ジャニーズ伝説 2019（2019年 10月7日 - 29日、日生劇場）[28]
- 虎者 NINJAPAN 2020（2020年10月10日 - 27日、新橋演舞場）[29]
- いまを生きる（2021年1月16日 - 31日、新国立劇場中劇場 / 2月11日 - 14日、サンケイホールブリーゼ / 2月20日・21日、東海市芸術劇場大ホール） -  スティーヴン・ミークス 役[30]
- あの子より、私。（2022年1月15日 - 27日、よみうり大手町ホール / 2月5日 - 6日、サンケイホールブリーゼ） - 兎谷彗 役[11][31]
- ぴーすおぶけーき（2023年1月20日 - 29日、天王洲 銀河劇場） - 主演・下田公太 役[15]

### コンサート
- Summer Paradise 2020 俺担ヨシヨシ 自担推し推し 緊急特別魂（2020年8月14日、Johnny's net オンライン）[32]